# Ooencyrtus unicus
Ooencyrtus unicus är en stekelart som beskrevs av Prinsloo 1987. Ooencyrtus unicus ingår i släktet Ooencyrtus och familjen sköldlussteklar.
Artens utbredningsområde är Zimbabwe. Inga underarter finns listade i Catalogue of Life.